# Station Mossley West
Station Mossley West is een spoorwegstation in Newtownabbey, een voorstad aan de noordkant van de Noord-Ierse hoofdstad Belfast. Het station ligt aan de lijn Belfast - Derry.
De wijk Mossley had eerder een station, Mossley, dat op 21 februari 1981 gesloten werd toen het personenververvoer op het deel van de spoorweg tussen Bleach Green spoorwegaansluiting (juist noordelijk van station Whiteabbey) en Antrim beëindigd werd. Het nieuwe station werd ongeveer 700 meter westelijk van het vorige gebouwd, in samenhang met de heropening van dit deel van de lijn in 2001.